# القصر الرئاسي (أسمرة)
القصر الرئاسي أو قصر الحاكم العام هو مبنى حكومي يقع وسط مدينة أسمرة، عاصمة إريتريا، حيث يعيش الرئيس الإريتيري ويمارس الحكم حاليًا. تم بناؤه عام 1897 خلال فترة الاستعمار الإيطالي على الطراز الكلاسيكي الإيطالي الجديد.

## التاريخ
تم بناء هذا المبنى عام 1897 ليكون قصرًا للحاكم العام الإيطالي تحت سلطة الاستعمار الإيطالي لإريتريا، والذي كان آنذاك فيرناندو مارتيني، حيث تم جعل أسمرة عاصمة لمنطقة إريتريا بدلاً من مصوع. أصبح القصر لاحقًا متحفًا، ثم قصرًا رئاسيًا في الوقت الحالي، بعد استبداله بقصر الحاكم العام الجديد في ثلاثينيات القرن العشرين.
يُذكر أن هذا القصر كان واحدًا من عدة قصور أخرى كانت مُخصّصة للحكّام العامين الإيطاليين، والتي كانت منتشرة في مناطق استعمرتها إيطاليا في العالم لتشكّل الإمبراطورية الاستعمارية الإيطالية (القصور الأخرى تقع في طرابلس ومقديشو ورودس).

## وصلات خارجية
- مباني في أسمرة على طراز آرت يكو، مباني آرت ديكو (بالإنجليزية)